# Баптистська церква Бетель
Баптистська церква Бетель — це баптистська церква в районі Колледжвілл міста Бірмінгем, штат Алабама. З 1956 по 1961 рік церква була штаб-квартирою Християнського руху Алабами за права людини (ACMHR), який очолив Фред Шаттлсворт і був активним у Бірмінгемі під час руху за громадянські права. ACMHR зосереджувався на правових і ненасильницьких прямих діях проти сегрегованого проживання, транспорту, шкіл і дискримінації при працевлаштуванні. Він відіграв вирішальну роль у Freedom Rides 1961 року, що призвело до виконання рішень Верховного суду США та Міждержавної комісії з питань торгівлі на федеральному рівні щодо десегрегації громадського транспорту.

## Історія
Історична будівля церкви розташована біля новішої, сучасної церкви. Історична церква розташована на південно-західному куті 29-ї авеню Північ і 33-ї Північної вулиці, а її парафія та будинок охорони розташовані навпроти 29-ї авеню Північ. Церква була побудована в 1926 році і являє собою архітектурно еклектичне поєднання готики та ренесансу. Вартовий будинок і будинок священика — це будинки в народному стилі ранчо; парафія була побудована в 1957 році як заміна попередньої парафії, яка стояла поряд із церквою і була зруйнована бомбою в 1956 році.
Фред Шаттлсворт служив пастором з 1953 по 1961 рік. Церковні будівлі бомбардували тричі: уперше 25 грудня 1956 року, знову 29 червня 1958 року і востаннє 14 грудня 1962 року.
Церковний комплекс під час історичних подій 1950-х і 1960-х років, розташований неподалік на 29-й авеню Північ, був доданий до Реєстру визначних пам'яток і спадщини Алабами 13 листопада 1996 року. Потім його було додано до Національного реєстру історичних місць і оголошено національною історичною пам'яткою 5 квітня 2005 року. 30 січня 2008 року уряд США подав його до ЮНЕСКО як частину передбачуваної майбутньої номінації всесвітньої спадщини (разом із баптистською церквою на Декстер-авеню та баптистською церквою на 16-й вулиці), і як такий він включений до Попереднього списку ЮНЕСКО Світової спадщини ЮНЕСКО".
У 1997 році біля історичного місця церква відкрила нову будівлю.
У 2017 році церква була включена до нещодавно створеного Бірмінгемської національної пам'ятки громадянських прав.